# Business process reengineering
Business process reengineering of kortweg BPR (vrij vertaald naar het Nederlands: "bedrijfsprocesverbetertechniek") is een managementtechniek en methodologie waarin een organisatie haar bedrijfsprocessen fundamenteel en radicaal herstructureert, om op deze manier grote verbeteringen binnen de organisatie teweeg te brengen.

## Overzicht
Business process reengineering heeft niet alleen effect op de organisatiestructuur. Het heeft ook betrekking op het herstructureren en wijzigen van de managementstijl en organisatiecultuur.
Davenport en Hammer definiëren drie wetmatigheden.
1. De organisatie is een verzameling van processen die op een empirisch-wetenschappelijk en systematische manier geherstructureerd kunnen worden.
2. De aard van de verandering is revolutionair en bestaat uit de overgang van functioneel-georiënteerde business units naar multidisciplinaire teams. Hierbij dient de bureaucratisch cultuur in de gehele organisatie veranderd te worden en dient bij ieder proces klanttevredenheid het uitgangspunt te worden.
3. Verandering begint bij het hoger management. Zij dienen het voorbeeld te zijn voor de organisatie. De veranderingen zijn niet eenmalig, maar het betreft een continu proces van aanpassen.

## Geschiedenis
Michael Hammer, grondlegger van de methode beschreef in zijn beroemde artikel: ‘Reengineering Work: Don’t Automate, Obliterate’ zijn bevindingen van het automatiseren van traditionele bedrijfsprocessen. Hij kwam tot de conclusie dat alleen het automatiseren van bedrijfsprocessen nagenoeg geen tot weinig effect hadden op verhoging van efficiëntie van de bedrijfsprocessen. In zijn bevindingen en voorbeelden van Ford Motor Company geeft hij aan dat een andere aanpak nodig is bij het effectief inzetten van informatietechnologie. Volgens Michael Hammer leidt het automatiseren van bedrijfsprocessen in samenhang met het herstructureren van deze bedrijfsprocessen tot een veel hogere efficiëntie en effectiviteit dan wanneer puur alleen het bedrijfsproces wordt geautomatiseerd. Michael Hammer onderkent dat informatietechnologie voor radicale verbeteringen kan zorgen mits er af wordt gestapt van traditionele manieren van denken over hoe organisaties moeten opereren.

## Kritiek
Business process reengineering heeft naast veel bijval van grote namen op het gebied van management practices ook kritiek te verduren gekregen.
Een van de kritieken is dat business process reengineering een revolutionaire reactie was op de manier waarop Aziatische landen zich ontwikkelden en in economisch en technisch oogpunt een dreiging begonnen te vormen. Business process reengineering was de ‘New Code of the West’.

## Transformatie

Cyclus van verbetering

In eerste instantie was business process reengineering een methode waarin ieder bedrijfsproces onder de loep werd genomen om de volledige organisatie te herstructureren.
Hoewel er in de loop van jaren veel kritiek is geleverd op de methodologie van business process reengineering, heeft deze methodologie geleid tot meer verfijnde modellen om bedrijfsprocessen te analyseren, efficiënter te laten verlopen en effectiever in te zetten. Voorbeelden zijn Total Quality Management (TQM), Business Process Management (BPM), Six Sigma.
Daarnaast hebben leveranciers van softwarepakketten zich gespecialiseerd in het leveren van IT-tools voor het implementeren en operationaliseren van Business Process Reengineering. De grootste leverancier van deze gespecialiseerde softwarepakketten is SAP.